# Nicoleta Craita Ten’o
Nicoleta Craita Ten’o (* 16. März 1983 in Galați, Rumänien) ist eine deutsch-rumänische Schriftstellerin.

## Leben
Nicoleta Craita Ten’o besuchte von 1989 bis 1996 die Schule in ihre Heimatstadt Galați. Im Alter von 13 Jahren wurden bei ihr Schizophrenie und Autismus diagnostiziert. Ihre Schulbildung beendete sie nach den ersten sieben Grundschuljahren. Im Jahr 2000 erschien Craita Ten’os erster rumänischsprachiger Gedichtband Durerea în durere piere. 2001 zog sie mit ihrer Familie nach Deutschland. Ihr Gesundheitszustand blieb unverändert. 
2002 erschien im Verlag Editura Pro Transilvania aus Bukarest, Rumänien, Craita Ten’os Debüt-Roman Pe urmele Fefelegei … Im Oktober 2002 erschien der Gedichtband Cântece la moara timpului. Im Februar 2003 erschien Craita Ten’os viertes Buch und zweiter Roman Rebel. Für Rebel erhielt Nicoleta Craita Ten’o 2003 den ersten Preis der jungen Autoren Prima Verba vom Verein der Rumänischen Schriftsteller. Im April 2010 veröffentlichte sie ihren ersten deutschsprachigen Lyrikband Haruka …, im August 2011 erschien der Gedichtband Drei Köpfe.

## Werk
Deutsche Bücher
- Haruka … Deutsche Literaturgesellschaft, Berlin 2010, ISBN 978-3-86215-025-0.
- Drei Köpfe. Zwiebelzwerg Verlag, Willebadessen 2011, ISBN 978-3-86806-204-5.
- Drei Köpfe Künstlerbuch. Zwiebelzwerg Verlag, Willebadessen 2011, ISBN 978-3-86806-205-2.
- Das Herz von Reika Teruaki. tredition GmbH Verlag, Hamburg 2011, ISBN 978-3-8424-1180-7.
- Schwärze. E-Book, BookRix GmbH & Co. KG, München 2011, ISBN 978-3-86479-051-5.
- Das Schweigen und die zwei Frauen. novum publishing s. l. Verlag, Palma de Mallorca 2012, ISBN 978-84-90155-00-4.
- Die Frauen des St. Petri Domes. AAVAA Verlag, Berlin 2012, ISBN 978-3845904450.
- Kinder der Freude und andere Geschichten. Zwiebelzwerg Verlag, Willebadessen 2012, ISBN 978-3868063493.
- Kinder der Freude und andere Geschichten Künstlerbuch. Zwiebelzwerg Verlag, Willebadessen 2013, ISBN 978-3868063509.
- Man bezahlte den Kuckuckseiern den Rückflug, Roman. Geest-Verlag, 2013, ISBN 978-3866854475.
- Die Wäsche wäscht sich währenddessen, Roman. Geest-Verlag, 2015, ISBN 978-3866855304.
- Atemsand, Gedichtband. Geest-Verlag, 2016, ISBN 978-3-86685-582-3.
- Die Naht des Silberschuhs, Jugendroman. Geest-Verlag, 2018, ISBN 978-3-86685-655-4
- Das Kind in der Mülltüte, Roman. Geest-Verlag, 2022, ISBN 978-3-86685-881-7

## Auszeichnungen
- 2003 Erster Preis für Debüt Prima Verba, Verein der Rumänischen Schriftsteller Bukarest
- 2012 Erster Preis beim Schreibwettbewerb des Deutschen Odd Fellow-Ordens vom Freien Deutschen Autorenverband(FDA)
- 2013 Zweiter Platz „Frühlicher Literaturwettbewerb“ zum Thema „Bodendecker und Emporkömmlinge“
- 2013 Sonderpreis bei dem KUNO-Essaypreis 2013
- 2013 Gewinnerin des Bremer Autorenstipendiums 2013
- 2013 Gewinnerin des Hauptpreises bei den Berner Bücherwochen
- 2017 Gewinnerin eines der Preise bei den Berner Bücherwochen
- 2019 Gewinnerin eines der Preise bei den Berner Bücherwochen
- 2020 Premiul de excelenta al Uniunii Scriitorilor din Romania
- 2022 Erster Preis beim vierten Schreibwettbewerb für Menschen mit Behinderung, Geest Verlag, 2021–2022